# Davion Washington
Davion Washington (Greenville, 12 dicembre 1997) è un giocatore di football americano statunitense, che gioca come defensive back.
Dopo aver giocato per la squadra di college degli Wingate Bulldogs, si è trasferito nel 2021agli austriaci Tirol Raiders, con i quali ha vinto il titolo nazionale. Ha seguito i Raiders nel passaggio alla lega semiprofessionistica ELF, per poi trasferirsi agli Asahi Soft Drink Challengers al termine della stagione 2022.